# 塘西故事
塘西故事是香港亞洲電視以江湖及風月故事為主的劇集，該劇風格類似電影《胭脂扣》，於1989年7月17日首播，共20集，而該劇曾經於1996年10月及2003年9月重播。

## 演員表
- 雪梨 飾 陳涓生
- 姚煒 飾 香雪梅
- 彭文堅 飾 阿佳
- 孫興 飾 張國棟
- 梁林玲 飾 月映
- 轅依玲 飾 雲仙
- 丁櫻 飾 十四家
- 駱慧貞 飾 細玉
- 馬寶顓 飾 肖玲瓏
- 冼煥貞 飾 周綺華
- 江漢 飾 周然
- 劉少君 飾 宋少棠